# Ford Eltec
Der Ford Eltec ist ein Konzeptauto von Ford, das 1985 auf der IAA in Frankfurt präsentiert wurde.

## Idee
Der Eltec sollte Mitte der 1980er Jahre das Familienauto der Zukunft zeigen, das mit dem Einsatz von Elektronik das Fahrern sicherer, komfortabler und umweltfreundlicher macht. Der Name ist eine Kombination aus ELektronik und TEChnologie bzw. ELectronic und TECnology.

## Design
Der Ford Eltec ist ein fünftüriges Fahrzeug der Kompaktklasse, der nach der bei Ford zur damaligen Zeit vorherrschenden Formensprache gestaltet wurde. Obwohl wesentlich eher veröffentlicht, nimmt der Eltec ein Stück weit das Design der 1990 vorgestellten fünften Baureihe des Ford Escort vorweg. Um den {\displaystyle c_{\mathrm {w} }}-Wert möglichst gering zu halten, sind die Kanten und Übergänge – insbesondere über Hüfthöhe – am Fahrzeug so glatt wie möglich gestaltet und die Türgriffe versenkt. Das getönte Glasdach besteht aus fünf Elementen, die sich entweder aufstellen oder für eine großflächigere Öffnung des Daches nach hinten verschieben lassen. Lange bevor andere Hersteller die Heckleuchten zur besseren Sichtbarkeit weiter nach oben setzten, sind beim Eltec bereits einige der Beleuchtungselemente neben der großen Heckscheibe angebracht. Die Frontscheinwerfer wurden in Zusammenarbeit mit Hella entwickelt, durch den Einsatz einer speziellen Linsentechnologie sind diese trotz ihrer sehr kleinen Bauform effektiver als vergleichbare Scheinwerfer der damaligen Zeit. Im Gegensatz zur Innovativen Technik ist das Fahrzeug und vor allem der Innenraum eher bieder gestaltet. Das Fahrzeug wurde innerhalb von 18 Monaten gebaut, Karosserie und Design stammen von Fords Tochterfirma Carrozzeria Ghia.

## Technik
Die Technik des Eltec entstand bei den Entwicklungsabteilungen von Ford in Deutschland und England.
Neben modernster Technik, die bei Ford bereits in der Serienproduktion zu finden war bzw. kurz vor der Serienproduktion stand, wurde der Eltec mit weiteren Innovationen ausgestattet, die bei Ford zum Teil erst Jahrzehnte später in der Großserienproduktion bei Kompaktwagen zum Einsatz kam. Das Ford-eigene Motorsteuergerät EEC-IV wurde wie ein elektronisch geregeltes Antiblockiersystem bereits im Ford Scorpio verwendet, das stufenlose CTX-Getriebe war ab 1986 im Ford Fiesta ’84 verfügbar. Neu und erst sehr viel später im Serienfahrzeug verfügbar waren hingegen eine elektronische Antriebsschlupfregelung, eine Drive-by-Wire-Steuerung für die Drosselklappe und ein elektronisch geregeltes Luftfahrwerk. Der Motor wurde speziell für den Eltec entwickelt. Es handelt sich um einen Magermotor mit vier Zylindern, 1,3 Litern Hubraum, drei Ventilen pro Zylinder und einer obenliegenden Nockenwelle. Der Vollalumotor leistet etwa 60 kW (etwa 82 PS) bei 5000/min und etwa 120 Nm bei 2500/min bei einem Verbrauch von etwa 5,5 Liter/100 km. Als Besonderheit hat der Motor des Eltec ein Schaltsaugrohr verbaut, dies kam bei Ford in der Großserie erst 1994 beim Duratec-VE 6-Zylinder-Motor im Ford Mondeo zum Einsatz.